# Saint-Jean-Brévelay
Pour les articles homonymes, voir Saint-Jean.
Saint-Jean-Brévelay [sɛ̃ ʒɑ̃ bʁevlɛ] est une commune française, située dans le département du Morbihan en région Bretagne.

## Géographie

### Localisation
En centre Morbihan, Saint-Jean-Brévelay est située à vol d'oiseau à 21 km au nord de Vannes, à 31 km au sud-est de Pontivy et à 83 km au sud-ouest de Rennes. Administrativement, la commune de Saint-Jean-Brévelay est rattachée à la sous-préfecture de Pontivy. Par ses traditions, la commune appartient à la Basse Bretagne, autrefois bretonnante avant le basculement linguistique du siècle dernier.
| Bignan     |                     | Guéhenno |
| Colpo      | Saint-Jean-Brevelay | Plumelec |
| Locqueltas | Plaudren            |          |

### Géographie physique
La moitié sud de la commune appartient à la région naturelle des Landes de Lanvaux, un plateau boisé dont le cours de la Claie marque la limite nord. La plupart des hameaux de la commune portent des noms à consonnance bretonne.
| - Carte topographique de la commune de Saint-Jean-Brévelay. |

### Hydrographie
Pour un article plus général, voir Réseau hydrographique du Morbihan.
La commune est située dans le bassin Loire-Bretagne. Elle est drainée par la Claie, le bras de la Claie, le Lay, le ruisseau de Rodulé, le Sclunj et divers autres petits cours d'eau,.
La Claie, d'une longueur de 62 km, prend sa source dans la commune de Saint-Allouestre et se jette  dans le canal de Nantes à Brest à Saint-Congard, après avoir traversé 13 communes.  Les caractéristiques hydrologiques de la Claie sont données par la station hydrologique située sur la commune. Le débit moyen mensuel est de 1,67 m3/s. Le débit moyen journalier maximum est de 36 m3/s, atteint lors de la crue du 5 janvier 2001. Le débit instantané maximal est quant à lui de 45 m3/s, atteint le même jour.

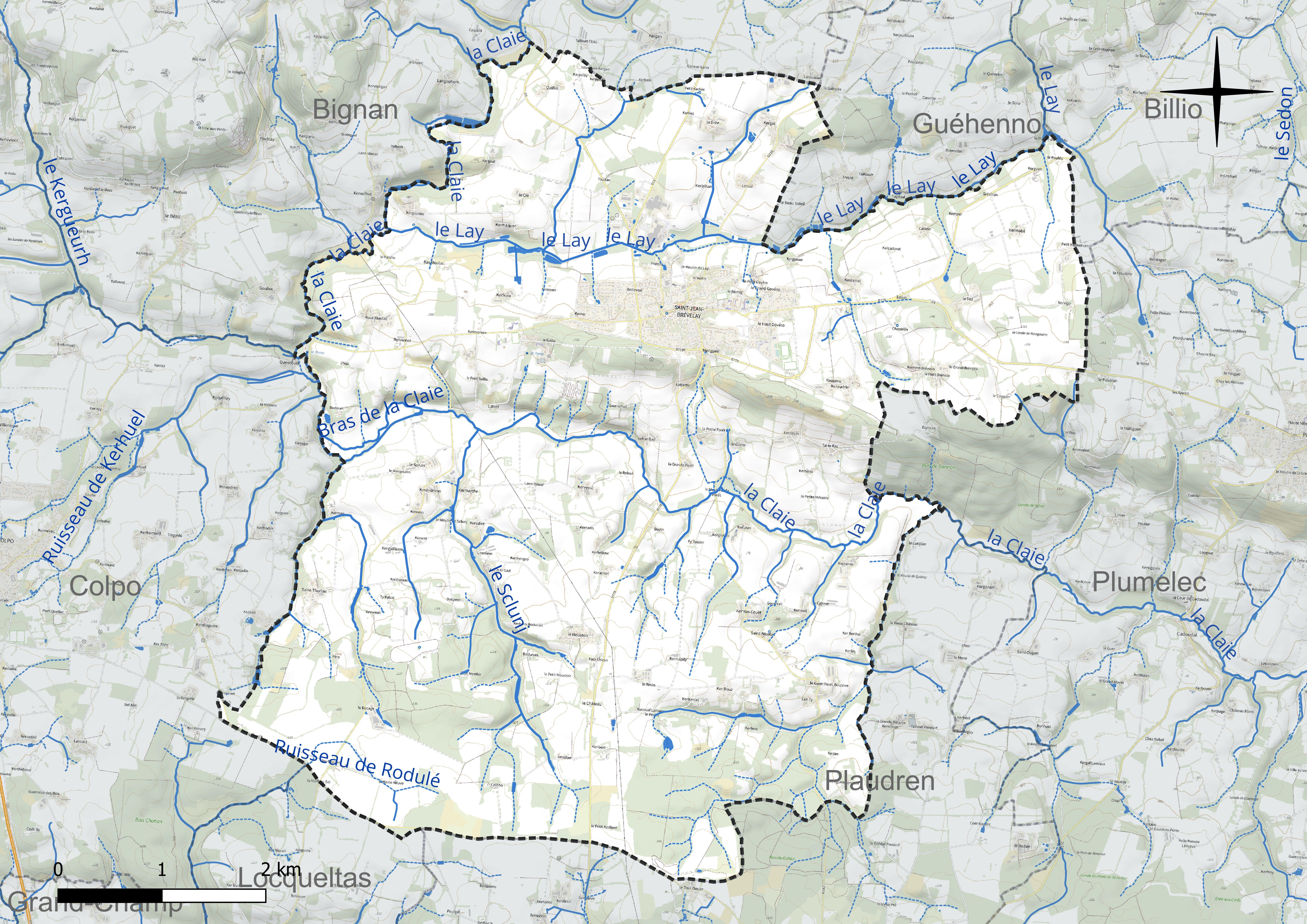
Réseau hydrographique de Saint-Jean-Brévelay.

### Climat
Pour des articles plus généraux, voir Climat de la Bretagne et Climat du Morbihan.
En 2010, le climat de la commune est de type climat océanique franc, selon une étude du CNRS s'appuyant sur une série de données couvrant la période 1971-2000. En 2020, Météo-France publie une typologie des climats de la France métropolitaine dans laquelle la commune est exposée à un climat océanique et est dans la région climatique  Bretagne orientale et méridionale, Pays nantais, Vendée, caractérisée par une faible pluviométrie en été et une bonne insolation. Parallèlement l'observatoire de l'environnement en Bretagne publie en 2020 un zonage climatique de la région Bretagne, s'appuyant sur des données de Météo-France de 2009. La commune est, selon ce zonage, dans la zone « Intérieur », exposée à un climat médian, à dominante océanique.  
Pour la période 1971-2000, la température annuelle moyenne est de 11,4 °C, avec une amplitude thermique annuelle de 12,2 °C. Le cumul annuel moyen de précipitations est de 964 mm, avec 14 jours de précipitations en janvier et 7 jours en juillet. Pour la période 1991-2020, la température moyenne annuelle observée sur la station météorologique la plus proche, située sur la commune de Bignan à 5 km à vol d'oiseau, est de 11,8 °C et le cumul annuel moyen de précipitations est de 995,0 mm,. Pour l'avenir, les paramètres climatiques de la commune estimés pour 2050 selon différents scénarios d'émission de gaz à effet de serre sont consultables sur un site dédié publié par Météo-France en novembre 2022.

## Urbanisme

### Typologie
Au 1er janvier 2024, Saint-Jean-Brévelay est catégorisée bourg rural, selon la nouvelle grille communale de densité à sept niveaux définie par l'Insee en 2022.
Elle est située hors unité urbaine. Par ailleurs la commune fait partie de l'aire d'attraction de Vannes, dont elle est une commune de la couronne,. Cette aire, qui regroupe 47 communes, est catégorisée dans les aires de 50 000 à moins de 200 000 habitants,.

### Occupation des sols

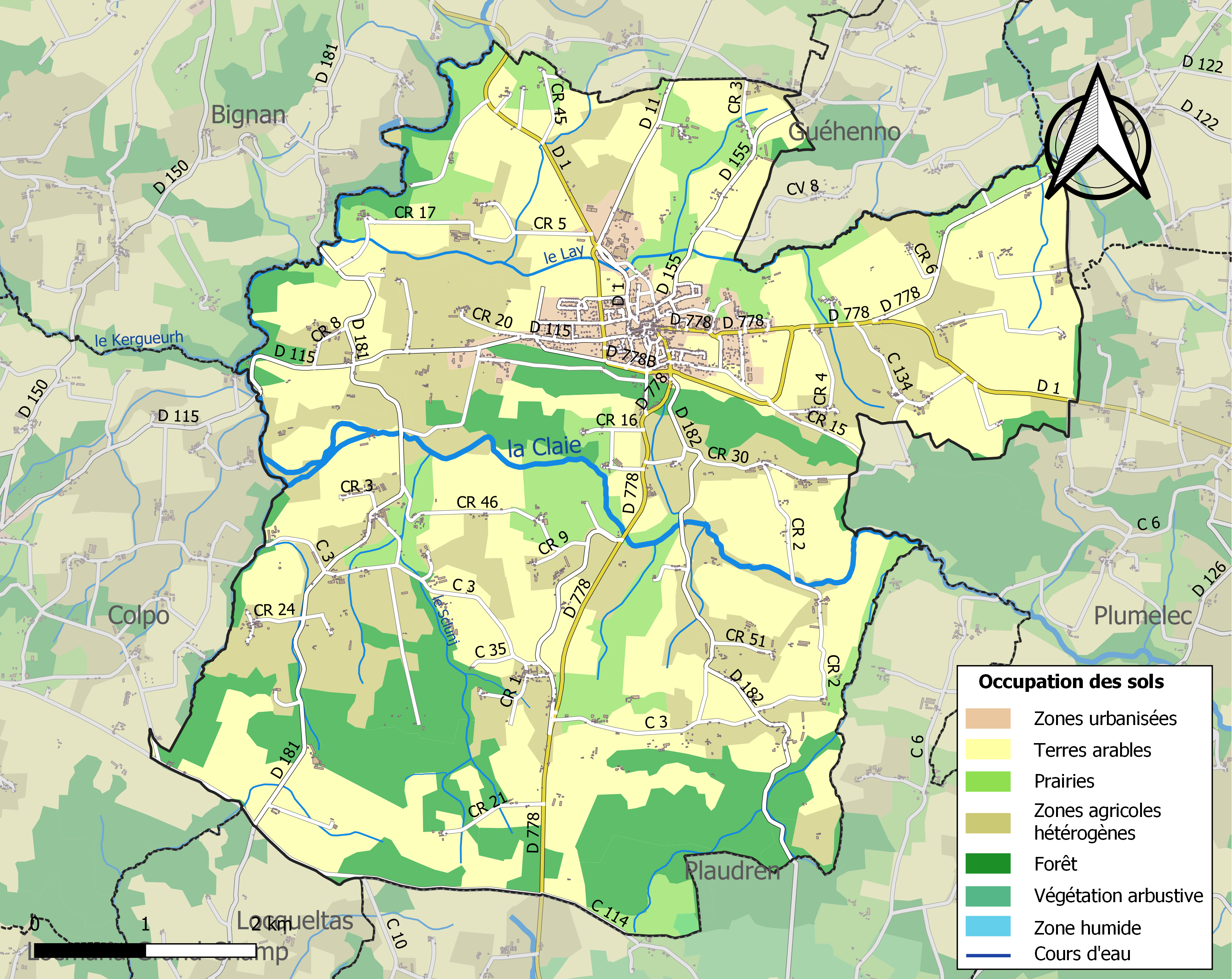
Carte des infrastructures et de l'occupation des sols de la commune en 2018 (CLC).

Le tableau ci-dessous présente l'occupation des sols de la commune en 2018, telle qu'elle ressort de la base de données européenne d’occupation biophysique des sols Corine Land Cover (CLC).
| Type d’occupation                                                                   | Pourcentage | Superficie (en hectares) |
| ----------------------------------------------------------------------------------- | ----------- | ------------------------ |
| Tissu urbain discontinu                                                             | 3,4 %       | 142                      |
| Zones industrielles ou commerciales et installations publiques                      | 0,7 %       | 28                       |
| Terres arables hors périmètres d'irrigation                                         | 43,3 %      | 1807                     |
| Prairies et autres surfaces toujours en herbe                                       | 11,4 %      | 475                      |
| Systèmes culturaux et parcellaires complexes                                        | 19,1 %      | 796                      |
| Surfaces essentiellement agricoles interrompues par des espaces naturels importants | 4,7 %       | 197                      |
| Forêts de feuillus                                                                  | 3,2 %       | 134                      |
| Forêts de conifères                                                                 | 5,7 %       | 236                      |
| Forêts mélangées                                                                    | 8,4 %       | 362                      |
| Forêt et végétation arbustive en mutation                                           | 0,1 %       | 4                        |
| Source : Corine Land Cover                                                          |             |                          |

## Toponymie

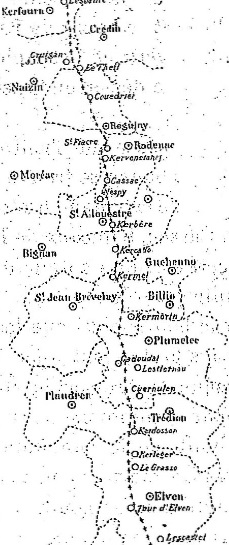
Carte de la limite lingustique entre les langues bretonne et gallèse en 1886 (par Paul Sébillot).

Le nom de la localité est mentionné sous les formes Sainct Jehan en 1427, en 1426, en 1477, en 1481 et en 1514 ; Sainct Jan en 1536.
Au Xe siècle, fuyant les pillards normands, les Bretons se réfugient temporairement en Angleterre. À leur retour en Bretagne, ils rapportent des reliques d'un évêque d'Exham et d'York, mort en 721 à Beverly où il avait fondé un monastère. Ils nomment leur paroisse du nom du Saint, « Jean de Beverley, John of Beverley » connu aussi sous le nom de « John d'York »[réf. souhaitée].
Berveraly ne serait donc pas un mot breton mais un mot saxon brittonisé en Brévelay qui dériverait du vieil anglais « Beofor lēac - Beaver lodge », « Hutte de castor »[réf. souhaitée].

## Histoire

### Moyen-Âge
Selon un aveu de 1471, Saint-Jean-Brévelay était, au sein de la Vicomté de Rohan, une des 46 paroisses ou trèves de la seigneurie proprement dite de Rohan.

### Révolution française
La première action d'éclat de Pierre Guillemot, chef chouan surnommé « le roi de Bignan », date du 8 octobre 1793 : un détachement de 80 soldats républicains escortait l'abbé Leclerc, vicaire à Saint-Jean-Brévelay, prêtre réfractaire, qu'ils conduisaient devant le tribunal. À la hauteur du Bois de Collédo (en Guéhenno) 30 hommes que Pierre Guillemot commandait, tendirent une embuscade et délivrèrent le prêtre.
Le 12 brumaire an III (2 novembre 1794) l'agent national de Josselin écrit au Comité de salut public que « les municipalités de Cruguel, Plumelec, Saint-Jean, Bignan, Buléon, Radenac, Pleugriffet, Réguiny et Credin ne peuvent plus faire exécuter les lois, ni ordonner les réquisitions des grains, fourrage et charrons. Les brigands |chouans] rôdent dans ces communes et les en empêchent. Ils menacent tous les individus qui désireraient y obtempérer de les assassiner eux et leurs familles et d'incendie leur domicile ».

### LeXIXesiècle
Bonaparte, alors Premier Consul, demande le 15 prairial an XI (4 juin 1803 à son ministre de la justice Régnier de demander des renseignements sur les maires et curés de Saint-Jean-Brévelay et des communes voisines, « ainsi que sur la situation de l'esprit public de ces communes et ceux des habitants qui pourraient être soupçonnés » de correspondre avec Georges Cadoudal.
Selon Jules Simon, qui vécut une partie de sa jeunesse dans la commune vers 1818, « Saint-Jean [Brevelay] et ses environs étaient le centre de la Chouannerie. Je ne voyais que des chouans autour de moi ». Il décrit saint-Jean-Brévelay à cette époque : « Nous étions à Saint-Jean dans un isolement complet. D'abord aucune grande route ne traverse la commune et, ensuite, aucun bourgeois n'y résidait (...). Le maire était un paysan fort intelligent, qui savait le français, mais n'aimait pas le parler (...). En dehors de [quelques] notables, personne sans le village ne parlait le français ».
Dans son livre Premières années, publié en 1901, Jules Simon raconte la venue de sa tante Vincente qui créa la première école de filles à Saint-Jean-Brévelay :

« Vincente avait été bien élevée. Elle lisait couramment, écrivait tant bien que mal, avec une orthographe impossible. Elle savait les trois premières règles sur le bout des doigts, mais elle n'avait jamais pu mordre à la division. Elle tricotait, cousait et filait admirablement. Enfin elle possédait deux langues : le français d'abord, et le bas-breton, le breton de Vannes, qu'on parle à Lorient et à Saint-Jean. Elle demanda au maire, lors de leur première entrevue, de la prendre comme fille de ferme. (...) Ce fut le maire (...) qui eut l'idée de la faire maîtresse d'école. Il n'y avait d'école ni à Saint-Jean, ni à Bignan, ni à Guéhenno, ni à Plumelec. (...) Je vous logerai dans une maison « que j'ai sur la place ». Il aurait pu dire « sur le cimetière » : mais c'est le plus bel endroit du bourg. La maison en question n'avait pas été habitée depuis quinze ans (...), n'avait qu'une pièce, qui recevait le jour par une lucarne. Elle était couverte en chaume (..). Le maire fit clouer quelques planches qui partagèrent la maison en deux pièces : un trou obscur que Vincente appela sa chambre et « la salle » où il y avait une lucarne et une cheminée, et qui devint la salle d'école. (...) La difficulté fut de trouver des élèves (...) Il fallut les exhortations réunies du recteur et celles de ma mère (...) pour amener six ou sept filles; il n'était pas question des garçons (...) »

Le 26 novembre 1834 un déserteur, Jean Buléon, un des agents du « brigand » Mandard (Guerre de Vendée et Chouannerie de 1832), fut pris par des gendarmes dans un champ, près du village de Kerminguy en Saint-Jean-Brévelay. « Les habitants de Saint-Jean-Brévelay ont cherché à se réunir pour délivrer Buléon. De tous côtés on voyait accourir les paysans ; les femmes les appelaient dans les champs, et sur différents points la cornemuse se faidsait entendre. Mais, en suivant autant que possible les hauteurs et par des chemins détournés, la gendarmerie est parvenue à gagner avec son prisonnier le bourg de Saint-Jean-Brévelay ».
En 1849, à l'occasion de la Saint-Henri, des habitants de Saint-Jean-Brévelay brandirent le drapeau blanc (drapeau du royaume de France). Lors des Élections législatives françaises de 1849 le canton de Saint-Jean-Brévelay est celui qui est le plus favorable lors des élections législatives au colonel Joseph de Cadoudal, candidat légitimiste.
En 1874 « 479 habitants des communes de Saint-Jean-Brévelay, de Lanouée et de Guillac demandent le rétablissement de la monarchie et la proclamation du roi légitime Henri V ».
De nombreux habitants de Plumelec, Plaudren, Saint-Jean-Brévelay, etc.. participèrent à la manifestation légitimiste du 29 septembre 1889 à Sainte-Anne-d'Auray.

### LeXXesiècle

#### La Première Guerre mondiale
Le monument aux morts de Saint-Jean-Brévelay porte les noms de 112 soldats morts pour la France pendant la Première Guerre mondiale ; parmi eux 3 sont morts en Belgique (Alexandre Bertin, Joachim Jouannic et Auguste Le Gal) ; 4 (Joachim Laurent, Joachim Le Gaillard, Joseph Le Nivet et Joachim Morio, ce dernier la veille de l'armistice) sont morts alors qu'ils étaient prisonniers en Allemagne et un (Joseph Moysan) en Pologne occupée le 12 décembre 1918, donc un mois après l'armistice ; la plupart des autres sont décédés sur le sol français, dont 2 (François Jahier et Joachim Jounot) décorés de la Médaille militaire et de la Croix de guerre.

#### L'Entre-deux-guerres
En 1919 à l'école des filles les classes sont obscures, exigües et surchargées ; une cloison de carton sépare les classes, « les leçons faites dans l'une s'entendent dans les autres (...) Le matériel scolaire est dans un état de vétusté sans nom et manque en partie ».
En 1927 à Saint-Jean-Brévelay, l'école chrétienne de garçons avait 76 élèves, celle des filles 116 élèves alors que l'école laïque de garçons avait 13 élèves et celle des filles 9 élèves.

#### La Seconde Guerre mondiale
À Saint-Jean-Brévelay, la première garnison allemande arrive dès la fin du mois de juin 1940. La salle paroissiale est réquisitionnée pour les soldats de la Wehrmacht, et le maire, Pierre Gillet, est sommé de trouver des chambres chez les particuliers pour loger les officiers.
Le 9 juillet 1944, les Allemands font une rafle à la sortie de la messe dominicale, à laquelle ont assisté plusieurs résistants FFI ; 77 hommes sont arrêtés et conduits à l’École publique de Locminé, transformée en lieu d'interrogation et de torture (59 furent libérés le 11 juillet ; la rafle fit 10 victimes).
Le monument aux morts de Saint-Jean-Brévelay porte les noms de 7 personnes mortes pour la France pendant la Seconde Guerre mondiale, mais une stèle commémorative située Place de l'Église et qui porte l'inscription « À la Mémoire des Brevelais Civils et Résistants Morts pour la France - 1939-1945 » cite 13 noms de victimes de cette guerre, dont les victimes de la rafle du 9 juillet : Antoine Dagorne, gendarme, décoré de la Médaille militaire et de la Croix de Guerre 1939-1945, sergent FFI, fusillé par les Allemands le 11 juillet 1944 à la Petite Métairie en Saint-Jean-Brévelay, en même temps que Jean Le Gal Antoine Dagorne et Eugène Le Calonnec ; six autres résistants, Roland Brûlé, Henri Cadieu, Maurice Martin, Armel Martin, Émile Lanco et Laurent Lemaire, ont été fusillés le 13 juillet 1944 à Plumelin.

#### L'Après Seconde Guerre mondiale
Un soldat (Marcel Besnard) originaire de Saint-Jean-Brévelay est mort pour la France pendant la Guerre d'Algérie.

## Héraldique
| Blason | Blasonnement : Écartelé : en 1 : de sable à la tête de crosse abbatiale d'or ; en 2 : de gueules à trois macles d'or ; en 3 : de vair ; en 4 : de sable au coq hardi d'argent. |

## Politique et administration
| Période                                  | Période                       | Identité                        | Étiquette    | Qualité |
| ---------------------------------------- | ----------------------------- | ------------------------------- | ------------ | --- |
| 1898                                     | 1913                          | Pierre-Marie Gillet             | Conservateur | Cultivateur Conseiller général de Saint-Jean-Brévelay (1919 → 1925)                                                                                |
| ?                                        | 1927                          | M. Gillet                       |              | |
| 1927                                     | 1945                          | Pierre Gillet Fils du précédent | PAPF         | Agriculteur Député du Morbihan (1936 → 1940) Conseiller général de Saint-Jean-Brévelay (1925 → 1940)                                               |
| Les données manquantes sont à compléter. |                               |                                 |              | |
| 1960 ?                                   | février 1968                  | François Mainguy                | RI           | Entrepreneur de travaux publics Réélu en 1965, démissionnaire                                                                                      |
| 1er mars 1968                            | mars 1989                     | Charles Gillet                  | DVD          | Artisan peintre, adjoint au maire (1989 → 1995) Vice-président du SIVOM de Saint-Jean-Brévelay (1975 → ?) Réélu en 1971, 1977 et 1983              |
| mars 1989                                | 14 mars 2008                  | Rémi Adelis                     | DVD          | Cadre technique agroalimentaire, maire honoraire Réélu en 1995 et 2001                                                                             |
| 14 mars 2008                             | En cours (au 18 février 2022) | Guénaël Robin                   | DVG          | Cadre technique EDF Conseiller général de Saint-Jean-Brévelay (2011 → 2015) Conseiller départemental de Moréac (2015 → 2021) Réélu en 2014 et 2020 |
| Les données manquantes sont à compléter. |                               |                                 |              | |

## Démographie
L'évolution du nombre d'habitants est connue à travers les recensements de la population effectués dans la commune depuis 1793. Pour les communes de moins de 10 000 habitants, une enquête de recensement portant sur toute la population est réalisée tous les cinq ans, les populations de référence des années intermédiaires étant quant à elles estimées par interpolation ou extrapolation. Pour la commune, le premier recensement exhaustif entrant dans le cadre du nouveau dispositif a été réalisé en 2005.

En 2022, la commune comptait 2 860 habitants, en évolution de +3,14 % par rapport à 2016 (Morbihan : +3,82 %, France hors Mayotte : +2,11 %).
| 1793  | 1800  | 1806  | 1821  | 1831  | 1836  | 1841  | 1846  | 1851  |
| ----- | ----- | ----- | ----- | ----- | ----- | ----- | ----- | ----- |
| 2 939 | 2 260 | 2 090 | 2 377 | 2 189 | 2 232 | 2 353 | 2 418 | 2 411 |

| 1856  | 1861  | 1866  | 1872  | 1876  | 1881  | 1886  | 1891  | 1896  |
| ----- | ----- | ----- | ----- | ----- | ----- | ----- | ----- | ----- |
| 2 375 | 2 509 | 2 204 | 2 120 | 2 052 | 2 085 | 2 052 | 2 016 | 2 032 |

| 1901  | 1906  | 1911  | 1921  | 1926  | 1931  | 1936  | 1946  | 1954  |
| ----- | ----- | ----- | ----- | ----- | ----- | ----- | ----- | ----- |
| 2 078 | 2 094 | 2 101 | 1 898 | 1 910 | 1 933 | 1 916 | 1 869 | 1 754 |

| 1962  | 1968  | 1975  | 1982  | 1990  | 1999  | 2005  | 2006  | 2010  |
| ----- | ----- | ----- | ----- | ----- | ----- | ----- | ----- | ----- |
| 1 784 | 1 873 | 2 132 | 2 287 | 2 354 | 2 368 | 2 505 | 2 537 | 2 724 |

| 2015  | 2020  | 2022  | - | - | - | - | - | - |
| ----- | ----- | ----- | - | - | - | - | - | - |
| 2 770 | 2 865 | 2 860 | - | - | - | - | - | - |

## Lieux et monuments

### Monuments naturels
- Le chêne du Pouldu.

### Édifices religieux

#### Église Saint-Jean-de-Beverley

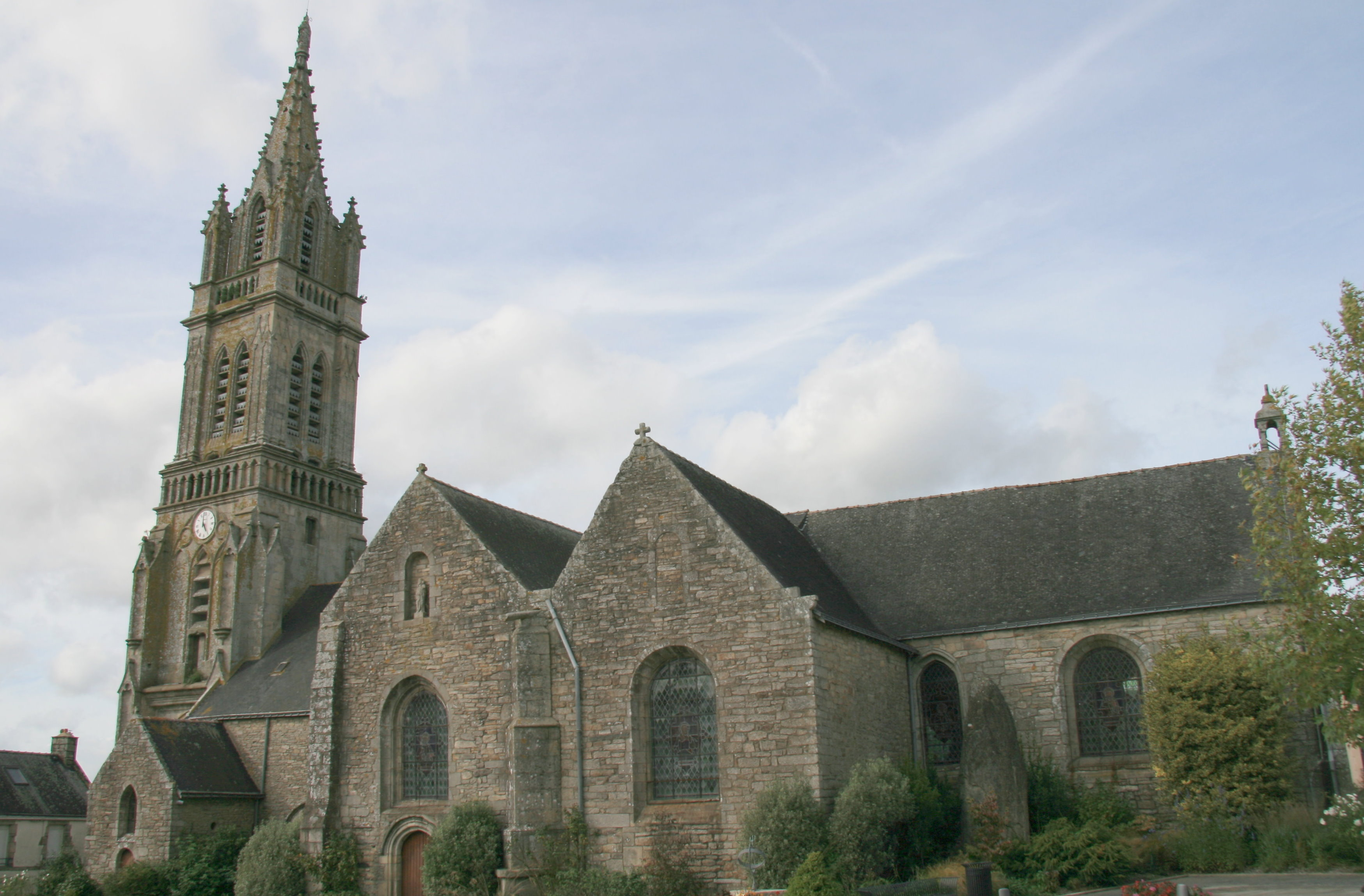
Église Saint-Jean-de-Beverley

Édifice du XVe siècle au XIXe siècle. Dédiée à saint Jean de Beverley, un saint anglais du royaume médiéval de Norvignetterie évêque de York qui fonda le monastère et la ville de Beverley dans le Yorkshire de l'Est, mort en 721 et canonisé en 1037. En forme de croix latine, avec des fenêtres en ogive, l'église Saint-Jean-de-Brévelay rassemble des parties construites à plusieurs époques :
- la porte romane date du XVe siècle,
- le transept et le chœur ont été remaniés au XVIIe siècle,
- la chapelle Saint-Joseph au sud été ajoutée au XVIIe siècle,
- la nef actuelle a été construite en 1825,
- le clocher porche a été terminé en 1879.

Un retable très coloré occupe le fond du chœur, avec :
- un grand tableau de la Pentecôte au centre
- entouré de deux statues, saint Pierre tenant les clefs du royaume, et saint Jean de Beverley en évêque avec un cochon.

La porte romane de l'église a été classée monument historique en 1929.

#### Chapelle Saint-Nicolas
Le portail remonte à 1490, mais la chapelle a subi des modifications, avec l'ajout d'une sacristie en 1886, et une restauration terminée en 1925.
 Le retable en bois polychrome imitant un marbre vert et dédié à saint Nicolas date de 1777 : 
- au centre, un tableau de saint Nicolas dans la résurrection des trois enfants jetés au saloir,
- sur les côtés, les statues de sainte Hélène et de saint Nicolas sont posées sur des socles devant des niches peintes en trompe-l'œil.

#### Chapelle du Moustoir, ou chapelle Saint-Marc
Du XVIIe siècle au XIXe siècle.
 Restaurée en 1885 et enrichie d'une sacristie, elle possède un retable polychrome du XVIIe siècle dédié à saint Marc.

#### Chapelle Saint-Roch
Dédiée à Saint Roch, protecteur des pèlerins. Edifiée du XVIe siècle au XVIIe siècle.
 L'austérité de sa façade (un mur aveugle, sans aucun ornement) contraste avec un intérieur plus élaboré comprenant notamment :
- une voûte lambrissée,
- une charpente ornée de têtes de crocodiles.

#### Chapelle Saint-Thuriau
XVIe siècle.
 Cette petite chapelle rectangulaire possède des ornements Renaissance, une porte à pilastres et fronton ouvragé, des fenêtres sculptées, et la charpente a des entraits à tête de crocodiles comme à la chapelle Saint-Roch. Son mobilier inclut une statue de saint Uhec en bois polychrome du XVIe siècle.

### Mégalithes

#### Dolmens
- Dolmen de Roch-Koh-Coët ou allée couverte du Bignan : vestige d'une allée couverte dont l'allée a été ruinée, ce dolmen de 8 mètres de longueur, situé dans le bois de Goh-Menhir, comprend une table de 6 mètres de largeur supportée par trois gros blocs.
- Dolmen de Keruzan (Lann-Douar): situé au sud de la Claie, près des lieux-dits le Moustoir et Kéruzan, ce dolmen a été endommagé par la construction d'une route.
- Dolmens de Kerallant : détruits lors du remembrement des terres agricoles, ces deux dolmens ne nous sont connus que par des témoignages. L'un d'eux, un dolmen simple, avait sur une paroi la gravure d'une hache et sa chambre, de 2,5 x 1,6 m était couverte d'un dallage. L'autre, un dolmen à couloir, possédait une chambre circulaire. L'ensemble était sous un tumulus de 12 m sur 8.

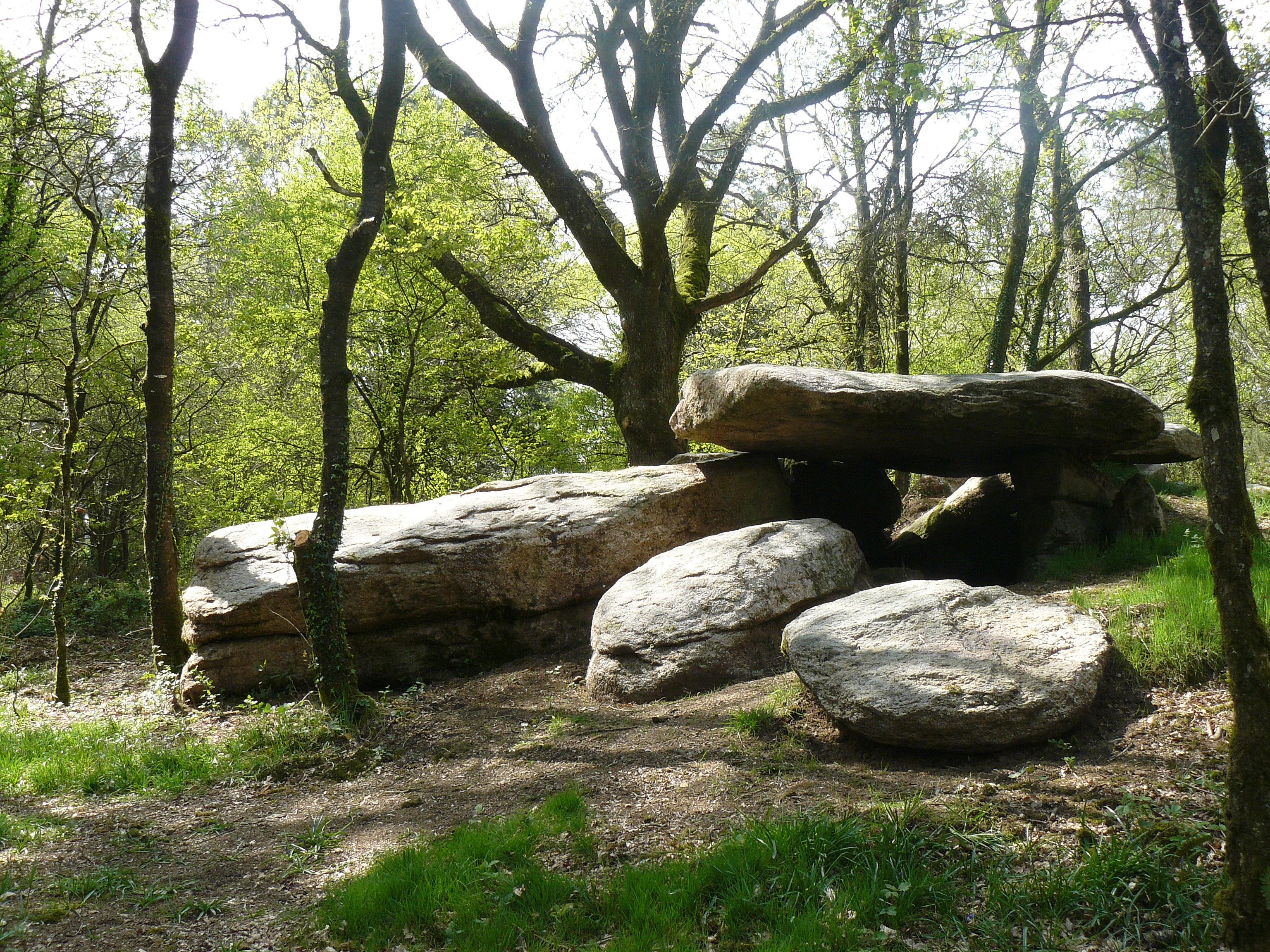
Dolmen de Roh-Koh-Koed (1).
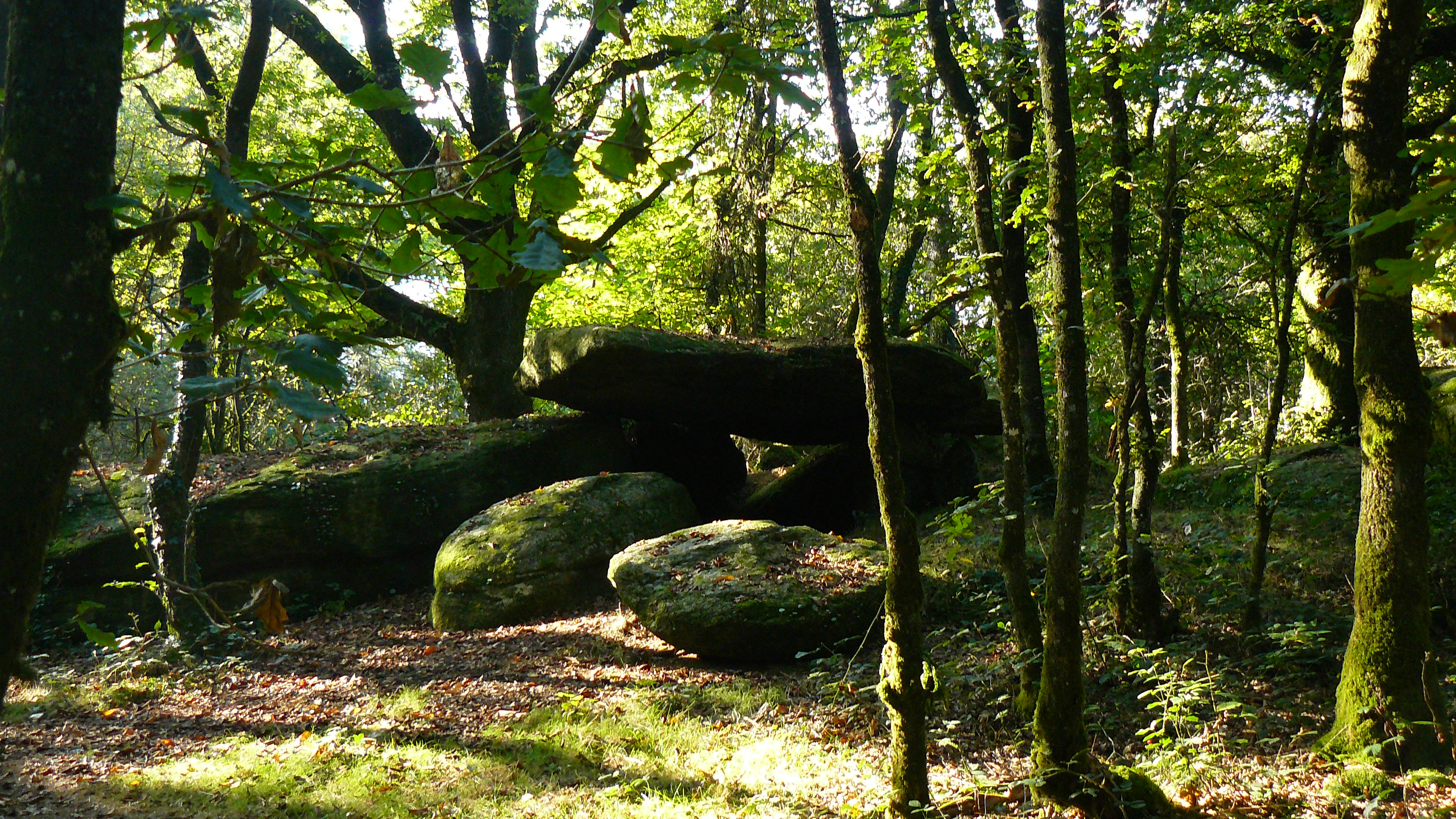
Dolmen de Roh-Koh-Koed (2).

#### Menhirs
- Stèle du Moustoir : stèle gravée d'une croix pattée pouvant provenir d'un menhir.
- Menhir de Goh-Menhir : c'est le plus haut des menhirs de Saint-Jean-Brévelay, avec 6 m de hauteur. Il a donné son nom au lieu-dit Goh-Menhir.
- Menhir de Kerdramel : ce menhir étrangement triangulaire mesure 5 m de hauteur et se trouve sous un arbre dans le lieu-dit Kerdramel ou Kerarmel.
- Menhir de Colého : situé au lieu-dit Colého sur la route Plaudren-Colpo, il mesure 5 m de hauteur et comporte de petites cavités.
- Menhir de Lann-Douar : il mesure 4,5 m de hauteur et est situé dans un champ.
- Menhir de Menguen-Lanvaux : situé à 200 m de l'allée couverte de Menguen-Lanvaux (située sur la commune de Plaudren), ce menhir dresse ses 4 m de hauteur dans un champ.

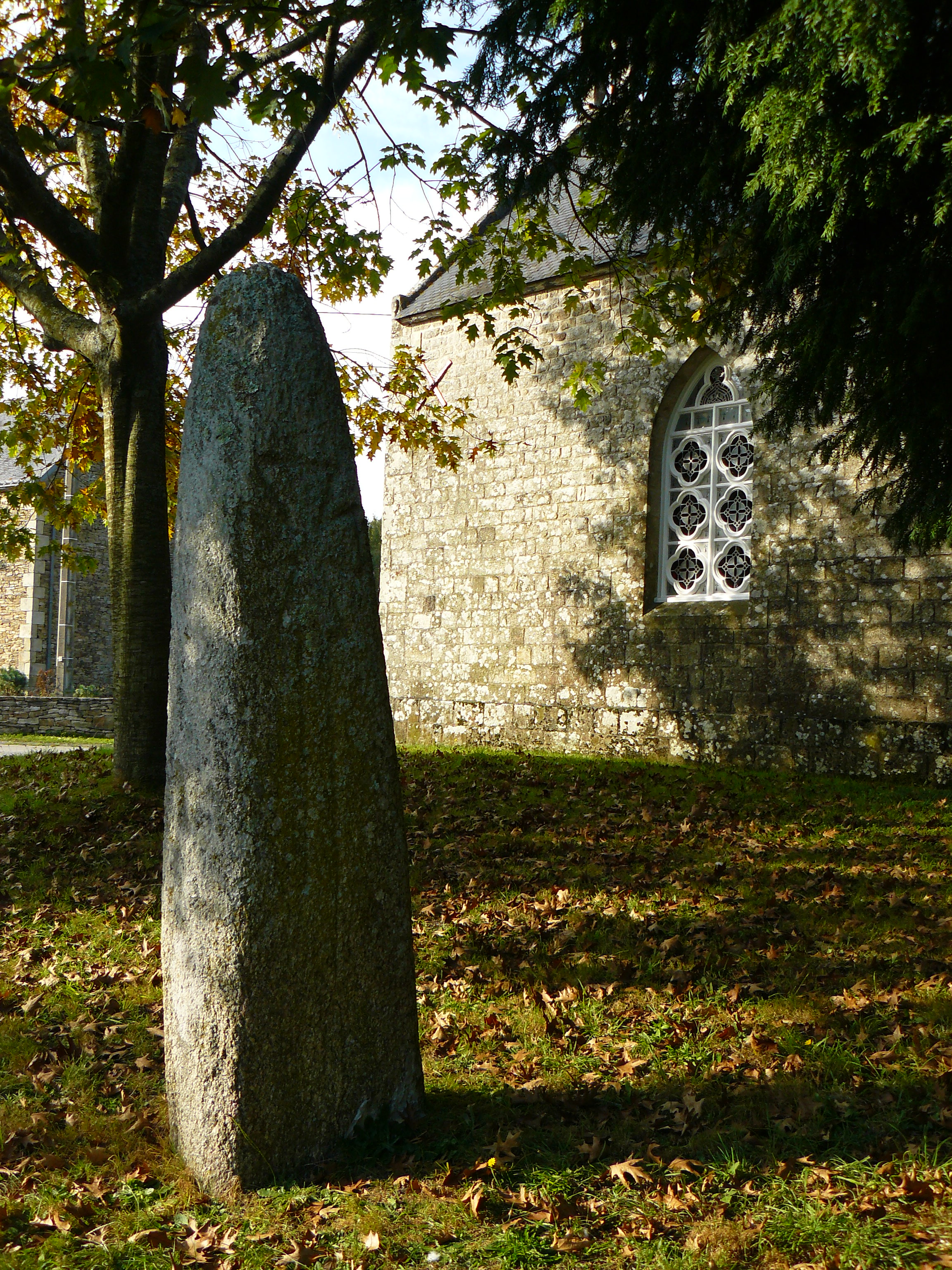
Stèle du Moustoir.
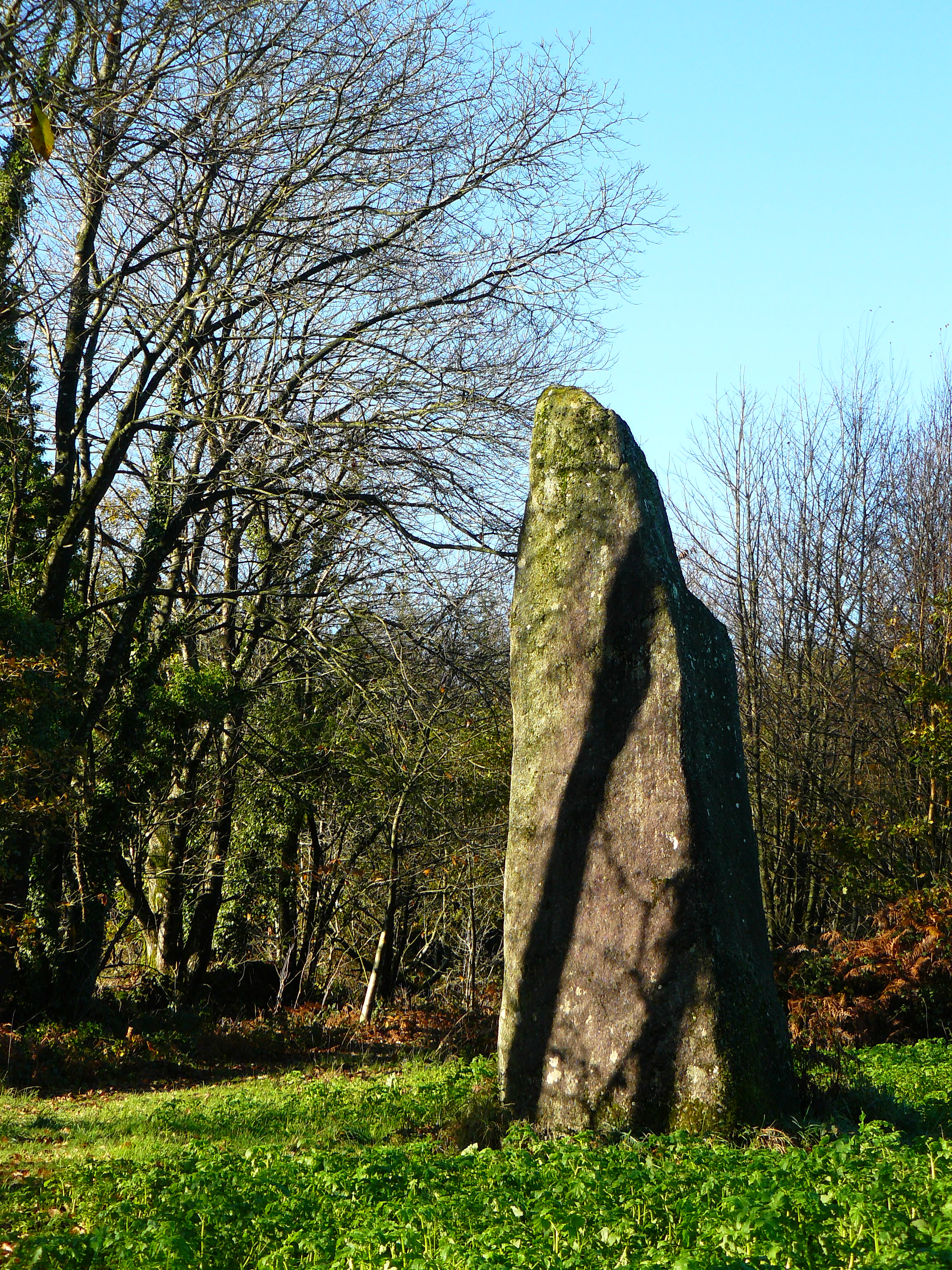
Menhir de Goh-Menhir.
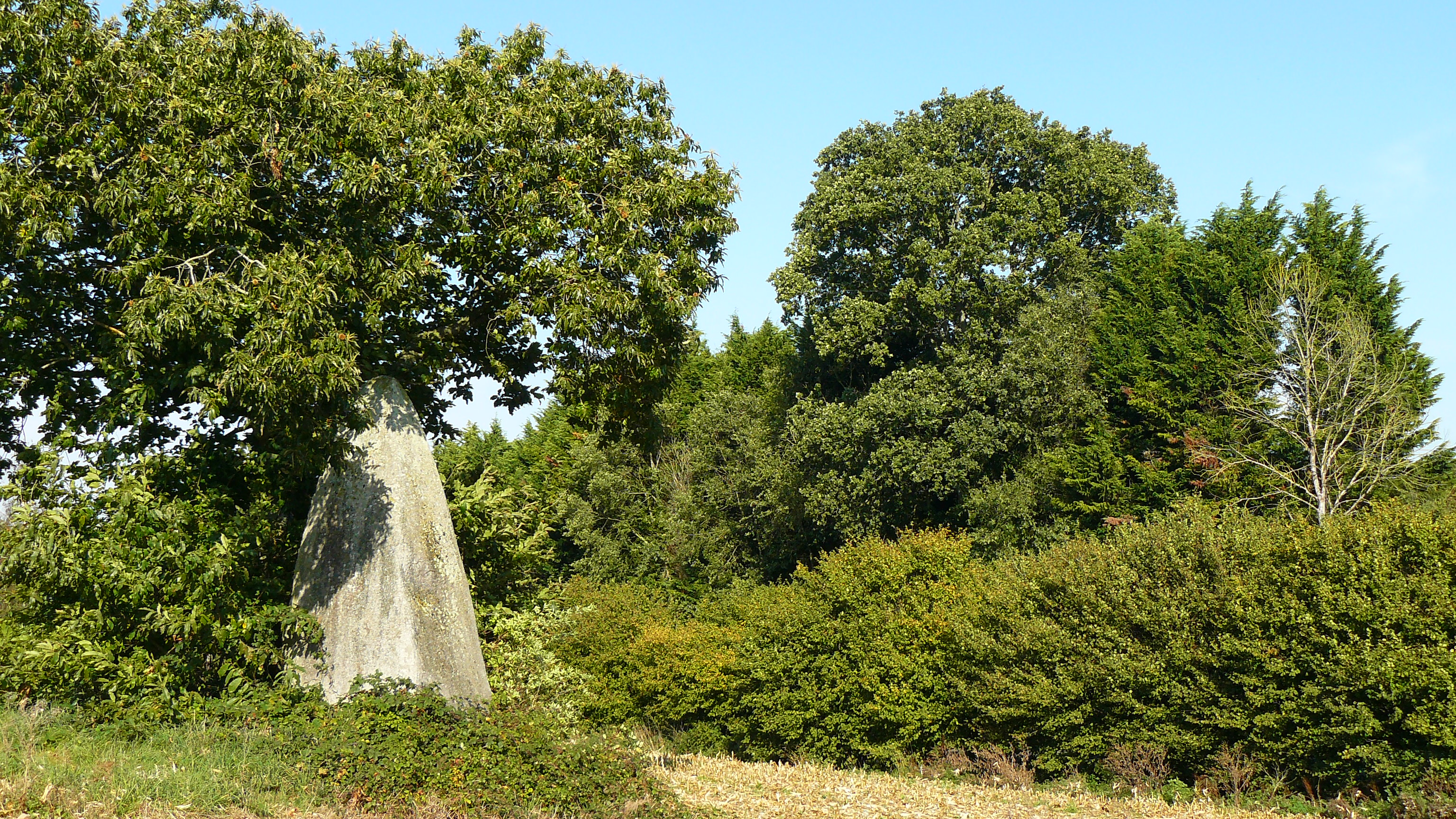
Menhir de Kerdramel ou Kerarmel.
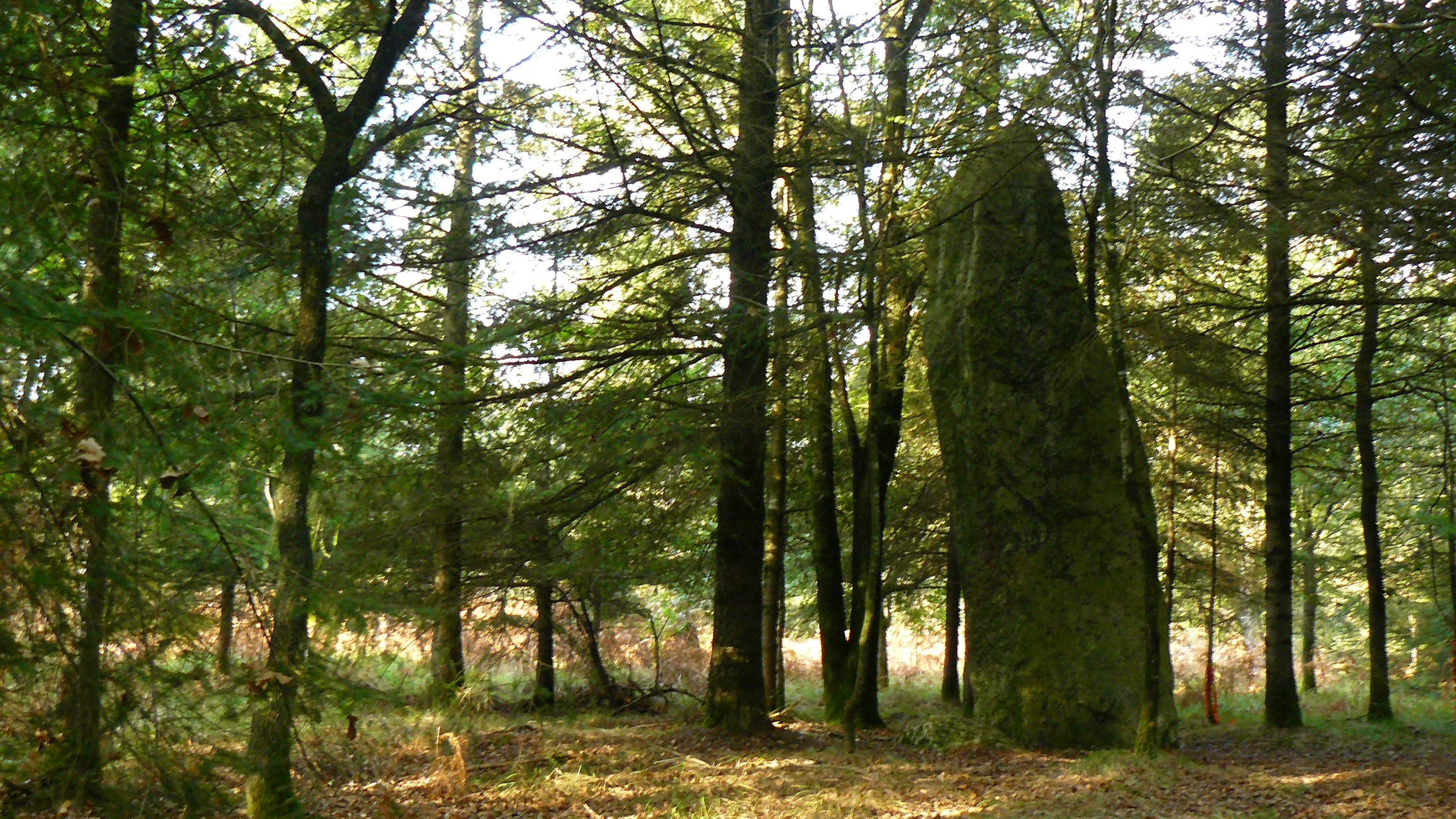
Menhir de Colého.
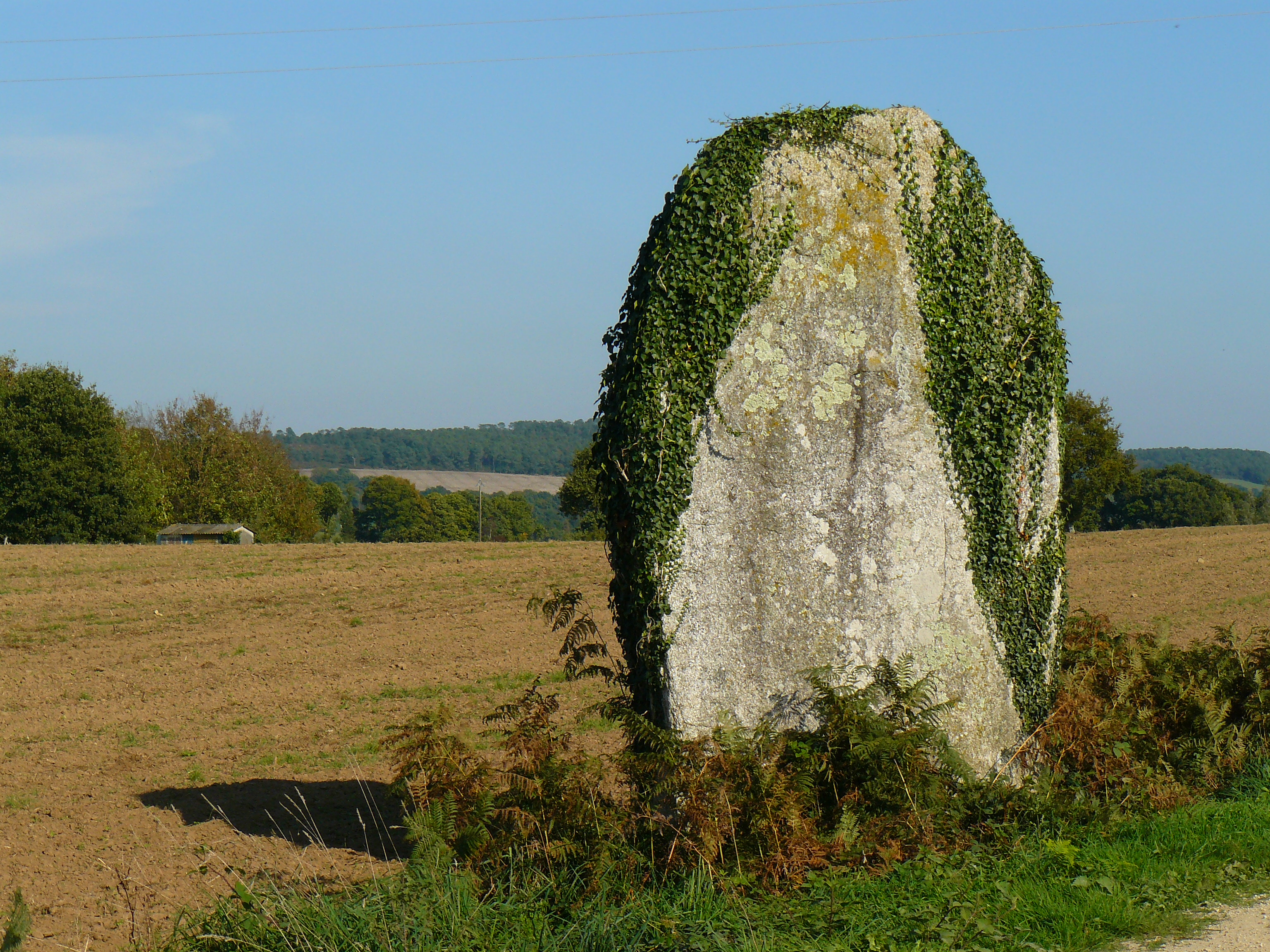
Menhir de Lann-Douar.

## Sports

### Football
Deux clubs de football sont résidents à Saint-Jean-Brévelay, L'Espérance Football-Club de Saint-Jean-Brévelay dont l'équipe fanion évolue en PH et l'Amicale Sportive Brévelaise dont l'équipe fanion évolue en D2. Ces deux clubs se partagent le Stade municipal situé au complexe de la Métairie lors de leurs rencontres à domicile. Saint-Jean-Brévelay est l'une des rares communes de cette taille à toujours disposer de deux clubs de football. Les raisons sont historique et religieuse : à l'origine, l'Espérance est un patronage catholique et l'ASB est le club laïque[réf. souhaitée].

#### Espérance de Saint-Jean-Brévelay
L'Espérance Football-Club de Saint-Jean-Brévelay, plus simplement appelée Espérance a été fondée en 1921 par l'abbé Gachet. Traditionnellement, elle joue avec un maillot vert et des bas verts tandis que la couleur de la culotte a varié entre le vert et le noir au cours de son histoire. Actuellement[Quand ?], la présidence est assurée par Jordan Pasco et l'entraîneur général est Laurent Peltier. Lors de la saison 2016-2017, l'équipe première évolue en D1, l'équipe B en D2 et l'équipe C en D3.

#### Amicale sportive brévelaise
Le club a été créé en 1975. Les joueurs de l'ASB évoluent avec un maillot tango, une culotte noire et des bas noirs. Au cours de la saison 2016-2017, l'équipe de l'ASB participe au championnat de D2. La présidente du club est Annie Conan et l'entraîneur Éli Kroupi est à la tête de l'équipe.

## Personnalités liées à la commune
- Emmanuel de Rohan, seigneur du Pouldu, Grand-maître de l'Ordre de Malte ;
- Joseph de Boulainvilliers de Croÿ, qui lors de la chouannerie, déserta le Morbihan et passa en Ille-et-Vilaine en septembre avec 50 000 livres confiés par Joseph de Puisaye fut arrêté par les hommes de Pierre Guillemot. Ce dernier le fit juger par un conseil de guerre improvisé qui le condamna à mort[43] : Boulainvilliers fut fusillé par les Chouans de Guillemot le 17 janvier 1795 au village de Kerhervy à Saint-Jean-Brévelay ;
- Jules Simon y passa une bonne partie de son enfance ;
- Georges Cadoudal[pourquoi ?] ;
- Pierre Gillet (1897-1966), agriculteur et homme politique.

## Jumelages
Saint-Jean-Brévelay est jumelée avec :
- Botley dans le Hampshire, en Angleterre.

## Enseignement

### Lycée professionnel horticole public Le Sullio
Le lycée horticole est un établissement public d'enseignement professionnel. Il prépare ses élèves au diplôme du baccalauréat professionnel en Production Horticole (mention "orientation agriculture biologique") et Aménagements Paysagers, ainsi qu'au CAP fleuriste et services à la personne et vente en espace rural (sapver). Il possède un internat.
Il dispose d'une exploitation horticole certifiée en agriculture Biologique depuis 2008.